# James Ellsworth
James Ellsworth Morris (* 11. Dezember 1984 in Glen Burnie, Maryland, USA) ist ein US-amerikanischer Wrestler, der bis 2017 bei World Wrestling Entertainment unter Vertrag stand. Dort trat er als James Ellsworth auf.

## Karriere

### Anfänge und Independentligen (2002–2016)
Laut eigener Aussage ist er seit seiner Kindheit großer Fan des WWE-Programms. Nach seinem Schulabschluss 2002 begann in der Wrestling-Schule von Axl Rotten zu trainieren. Eines seiner ersten Matches soll er gegen Mickie James bestritten haben. Im Indie-Bereich trat James Ellsworth unter dem Namen Jimmy Dream an, zudem trug er gelegentlich den Spitznamen Pretty. Gemeinsam mit seinem langjährigen Tag Team-Partner Adam Ugly traten sie als Pretty Ugly an. Sie gewannen einige lokale Championships und traten in Ligen wie First State Wrestling, American Combat Wrestling und Big Time Wrestling an. Sein größter Erfolg als Einzelwrestler war der Gewinn des Cruiserweight-Titels bei Covey Promotions und Maximum Championship Wrestling sowie den dreimaligen Gewinn des UCW Heavyweight Championship.
Im Jahr 2009 gründete er die Independent-Promotion Adrenaline Championship Wrestling. Als Promoter gelang es ihm Wrestler und Wrestlerinnen wie Bret Hart, Gillberg, Scott Hall, Lita und Maria Kannelis zu booken. Auch neben seiner Arbeit bei WWE tritt er weiterhin als Independent-Wrestler an.

### World Wrestling Entertainment (2016–2017)
Seine ersten Auftritte in der WWE hatte er im Jahr 2014, als einer der Helfer von Adam Rose. Als sogenannter „Rosebud“ trat er über einige Monate regelmäßig in der Nähe von seiner Heimatstadt Baltimore auf, ehe das Gimmick fallen gelassen wurde.
Am 25. Juli 2016 wurde er für ein Match als Jobber gebucht und bestritt bei Raw gegen Braun Strowman sein erstes Match in der WWE. Vor dem Match durfte er eine Promo halten, für die er kreative Freiheit erhielt. Das eigentliche Match dagegen war ein Squash-Match, in dem der schmächtige Ellsworth vom ehemaligen Strongman Braun Strowman innerhalb von einer Minute abgefertigt wurde. Doch durch seinen beherzten Auftritt spielte sich Ellsworth in die Herzen der Zuschauer. Er wurde umgehend zu einem Internetphänomen und sein Satz „Every man with two hands has a fighting chance“ (in Deutsch etwa: „Jeder Mensch mit zwei gesunden Händen hat eine Chance zu gewinnen“) wurde zum geflügelten Wort. Zur weiteren Popularität trug sein ungewöhnliches Äußeres bei. Ellsworth ist nicht nur ziemlich schmächtig im Vergleich zu anderen Wrestlern, er hat zudem auch ein fliehendes Kinn. Die Zuschauer der WWE forderten daraufhin die Offiziellen per Twitter und Facebook dazu auf, Ellsworth unter Vertrag zu nehmen, was dann auch tatsächlich geschah.

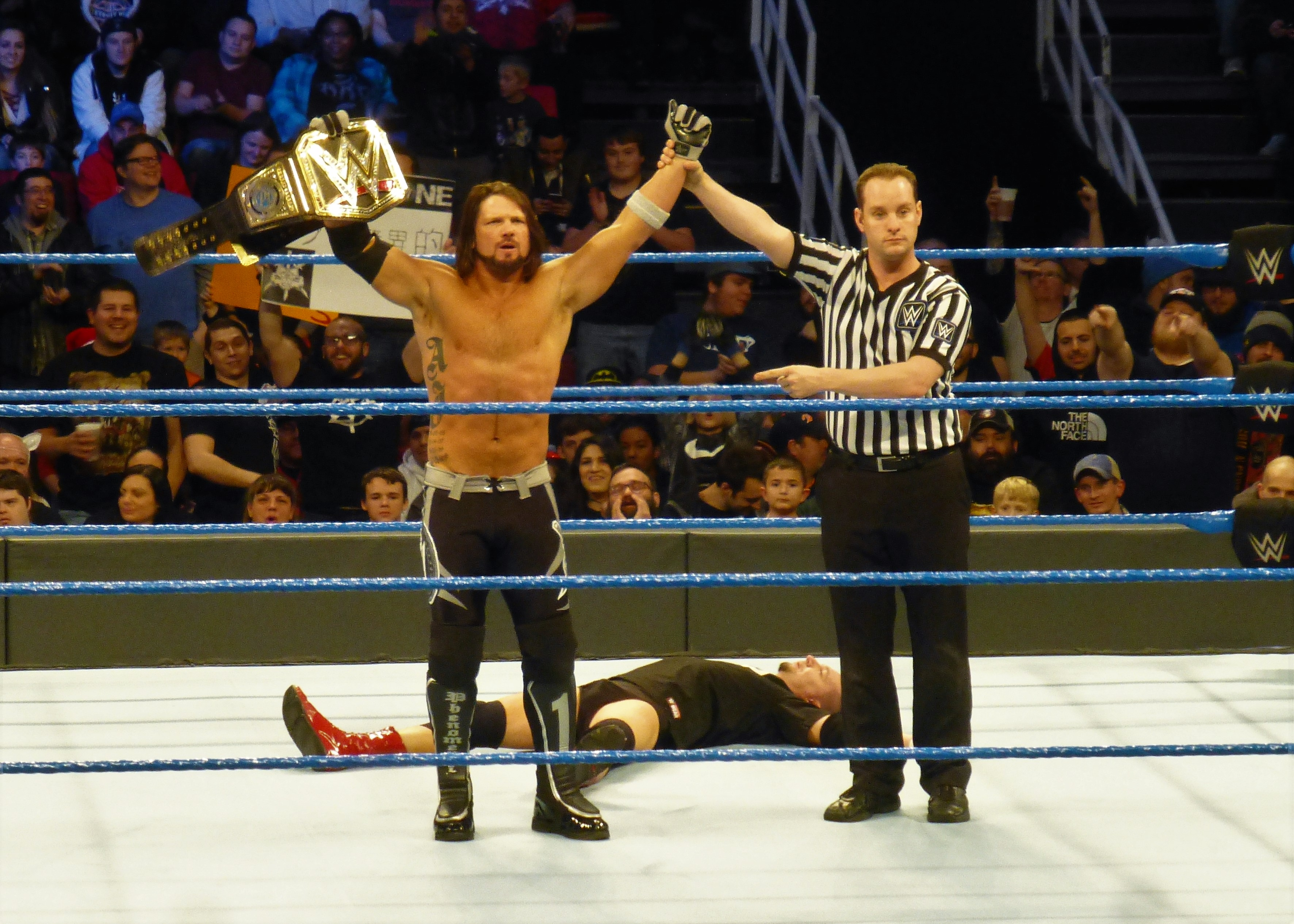
James Ellsworth (Mitte), nach seiner Niederlage gegen AJ Styles (links).

Am 13. September 2016 erfolgte sein zweiter Auftritt. Er wurde dieses Mal nicht bei Raw, sondern bei SmackDown eingesetzt. Dort sollte er als Mystery-Partner an der Seite von AJ Styles antreten, der zu diesem Zeitpunkt keinen Partner gefunden hatte, um gegen John Cena und Dean Ambrose anzutreten. Es kam aber nie zu diesem Match, da The Miz ihn auf dem Weg zum Ring attackierte.
Er wurde daraufhin ein fester Bestandteil der Fehde zwischen AJ Styles und Dean Ambrose. Ellsworth konnte den damaligen WWE Champion AJ Styles, durch die Hilfe von Dean Ambrose, drei Mal besiegen. Inmitten der Fehde wurde Ellsworth fester Bestandteil des SmackDown-Rosters. Am 4. Dezember 2016 beim PPV TLC: Tables, Ladders & Chairs griff Ellsworth gegen Dean Ambrose an, als er ihm den Sieg gegen AJ Styles um die WWE Championship kostete. Damit turnte Ellsworth wider Erwarten zum Heel. Bei der SmackDown-Ausgabe vom 20. Dezember 2016 verlor Ellsworth in einem Squash-Match gegen AJ Styles, womit die Fehde endete.
Seit dem 3. Januar 2017 trat er an der Seite von Carmella auf, wobei er ihre helfende Hand darstellt und nicht mehr als Wrestler auftritt. Er greift dabei in Matches zu ihren Gunsten ein. So kletterte er bei WWE Money in the Bank 2017 auf die Leiter und sicherte im ersten Money-in-the-Bank-Frauenmatch für Carmella den Koffer. Auch bei einem angesetzten Rückmatch griff er zu ihren Gunsten ein.
Am 15. November 2017 gab WWE Ellsworths Entlassung bekannt.

### Rückkehr zur WWE (2018)
Am 17. Juni 2018 kehrte Ellsworth beim Payperview-Event WWE Money in the Bank überraschend zur WWE zurück. Er verhalf Carmella dazu ihre WWE SmackDown Women’s Championship gegen Asuka zu verteidigen, indem er verkleidet als eben jene am Ring auftauchte und sie ablenkte. Ellsworth etablierte sich damit erneut als Heel und stieg wieder in die Beziehung zu Carmella ein.
Allerdings unterzeichnete er keinen neuen Vertrag bei der WWE, sondern wurde nach Auftritten bezahlt. Er blieb bei der WWE, solange bis die Fehde zwischen Carmella und Asuka endete. Nach der Fehde wurde er, laut Storyline, am 24. Juli 2018 bei SmackDown Live! von der Smackdown Generalmanagerin Paige entlassen, nachdem er sie unterbrach und später beleidigte, weil diese sich weigerte ihm ein Titelmatch um die WWE Championship zu geben. So endete seine vorübergehende Rückkehr zur WWE.

### Independentszene (seit 2018)
Seit Januar 2018 tritt Ellsworth für zahlreiche Wrestlingligen an. Am 21. Januar 2018 gewann er bei Destiny World Wrestling den Santino Cobra Cup. Am 20. Februar kreierte Ellsworth mit der World Intergender Championship seinen eigenen Wrestlingtitel. Er erklärte sich zum ersten Champion und verteidigt seitdem seinen selbsterschaffenen Titel bei zahlreichen Wrestlingligen gegen Wrestler und Wrestlerinnen. Die erste Titelverteidigung folgte zwei Tage nach seiner Einführung, nämlich am 22. Februar bei BAR Wrestling, wo er seinen Titel erfolgreich gegen Joey Ryan verteidigte. Am 1. April 2018 gewann er mit Gillberg bei Adrenaline Championship Wrestling die ACW Tag Team Championship.

## Sonstiges
Ellsworth wohnt in Glen Burnie, Maryland. Er ist verheiratet und hat zwei Töchter.

## Erfolge

### Titel
- 302 Pro Wrestling

- 1-mal 302 Pro Wrestling Tag Team Championship mit Adam Ugly

- Adrenaline Championship Wrestling

- 2-mal ACW Tag Team Championship 1-mal mit Adam Ugly und 1-mal mit Gillberg

- Covey Promotions

- 1-mal CP Cruiserweight Championship

- Destiny Wrestling

- Cobra Cup (2018)

- First State Championship Wrestling

- 2-mal 1CW Tag Team World Championship mit Adam Ugly und Reggie Reg

- International Wrestling Cartel

1-mal IWC High Stakes Championship
- Maximum Championship Wrestling

- 4-mal Maximum Championship Wrestling Cruiserweight Championship

- Power Pro Wrestling

- 1-mal PPW Tag Team Championship mit Adam Ugly

- Undisputed Championship Wrestling

- 3-mal UCW Heavyweight Championship
- Dominic Denucci Tournament Gewinner (2011)

- andere Titel

- 1-mal World Intergender Championship